# المرض الاختماري

رسم بياني لأسباب الوفيات في الجيش في الشرق، ف.عندليب، 1858

المرض الاختماري هو مصطلح طبي في القرن التاسع عشر لوصف الأمراض المعدية الحادة خاصة الحمى والأمراض المعدية (مثل حمى التيفوس والتيفوئيد والجدري والحمى القرمزية والحصبة والحمرة والكوليرا والسعال الديكي والدفتيريا وغيره).
Zyme أو microzyme هو اسم الكائن الحي الذي يُفترض أنه مسبب المرض.
 كما استخدم هذا المصطلح من قبل الدكتور دبليو فار، من قسم المسجل العام البريطاني فإن المصطلح يشمل الأمراض التي كانت «وبائية ومتوطنة ومعدية» وكان يُنظر إليها على أنها نشأت لوجود مبدأ ممرض في النظام حيث يتصرف بطريقة مماثلة لعملية التخمير وهذا وإن لم تكن متطابقة معها. 
في أواخر القرن التاسع عشر افترض أنطوان بيشامب أن الكائنات الدقيقة التي أطلق عليها اسم ميكروزيمات (microzymas)، وليس الخلايا، هي لبنة البناء الأساسية للحياة حيث ادعى باتشامب أن هذه الميكروزيمات موجودة في كل الأشياء - الحيوانية، والنباتية، والمعادن - سواء كانت حية أو ميتة. تتحد الميكروزيمات لتكوين جلطات دموية وبكتيريا. اعتمادًا على حالة العائل، وتتخذ أشكالًا مختلفة. في جسم المصاب، تصبح الميكروزيمات بكتيريا وفيروسات مرضية أما في الجسم السليم، وتشكل خلايا صحية. عندما يموت نبات أو حيوان، تعيش الميكروزيمات. ولكن أفكار أنطوان بيشامب لم تواجه بالقبول.
تأتي كلمة zymotic من الكلمة اليونانية ζυμοῦν zumoûn والتي تعني «يتخمر» حيث استخدمت في اللغة البريطانية في عام 1839. اُستخدِم هذا المصطلح على نطاق واسع في ما يسمى فواتير الوفيات الإنجليزية كسبب للوفاة في عام 1842. استخدم روبرت نيوستيد (1859-1947) هذا المصطلح في منشور 1908 عن حوليات الطب المداري والطفيليات لوصف مساهمة الذباب المنزلي (Musca domestica) في انتشار الأمراض المعدية ومع ذلك، بحلول أوائل القرن العشرين، حل علم البكتيريا «محل نظرية التخمير القديمة»، وبذلك أصبح مصطلح الzymotic أي الاختماري قديمًا.

توضح فلورنس نايتنجيل من خلال مخططها لأسباب الوفيات في الجيش في الشرق.
تمثل الأوتاد الزرقاء المقاسة من مركز الدائرة منطقة الوفيات الناجمة عن الأمراض الاختمارية التي يمكن الوقاية منها أو التي يمكن التخفيف منها أما الأوتاد الحمراء من مركز الدائرة فهل تقيس الوفيات من الجروح والأوتاد السوداء من مركز الدائرة تقيس الوفيات من جميع الأسباب الأخرى.